# Llista de monuments de la Jonquera
Llista de monuments de la Jonquera inclosos en l'Inventari del Patrimoni Arquitectònic de Catalunya per al municipi de la Jonquera (Alt Empordà). Inclou els inscrits en el Registre de Béns Culturals d'Interès Nacional (BCIN) amb la classificació de monuments històrics i els Béns Culturals d'Interès Local (BCIL) de caràcter arquitectònic.
| Monument                                                      | Protecció   | Estil/època                              | Localització                                                               | Coordenades                                          | Codi?         | Imatge |
| ------------------------------------------------------------- | ----------- | ---------------------------------------- | -------------------------------------------------------------------------- | ---------------------------------------------------- | ------------- | --- |
| Castell de Requesens                                          | BCIN 952-MH | Historicisme XIX Final                   | La Jonquera A llevant del nucli urbà, 7 km a l'est del veïnat de Requesens | 42° 26′ 47″ N, 2° 56′ 41″ E / 42.446454°N,2.944778°E | RI-51-0005929 | Castell de Requesens (la Jonquera) · Vegeu més fotos d'aquest monument · Carregueu una nova foto d'aquest monument                             |
| Castell de Rocabertí                                          | BCIN 953-MH | Medieval                                 | La Jonquera                                                                | 42° 26′ 13″ N, 2° 53′ 03″ E / 42.436878°N,2.884094°E | RI-51-0005930 | Castell de Rocabertí (la Jonquera) · Vegeu més fotos d'aquest monument · Carregueu una nova foto d'aquest monument                             |
| Castell de Canadal                                            | BCIN 954-MH | Obra popular XV                          | La Jonquera A 1 km al nord-est del poble                                   | 42° 24′ 37″ N, 2° 52′ 58″ E / 42.410412°N,2.882883°E | RI-51-0005931 | Carregueu una nova foto d'aquest monument |
| Torre del Serrat de la Plaça, Torre dels Carlins              | BCIL 1998   | Obra popular XVIII, XX                   | La Jonquera A 0.5 km a ponent del poble                                    | 42° 24′ 59″ N, 2° 52′ 10″ E / 42.416398°N,2.869577°E | IPA-16914     | Torre del Serrat de la Plaça (la Jonquera) · Vegeu més fotos d'aquest monument · Carregueu una nova foto d'aquest monument                     |
| Torre de Carmanxel, Carabanxel, Caramanxell, Casamachán       | BCIL 1998   | Obra popular XVII                        | La Jonquera A 0,2 km a l'est del poble                                     | 42° 25′ 10″ N, 2° 52′ 35″ E / 42.419459°N,2.876353°E | IPA-16915     | Torre de Carmanxel (la Jonquera) · Vegeu més fotos d'aquest monument · Carregueu una nova foto d'aquest monument                               |
| Ermita de Santa Llúcia, Sant Miquel de Solans                 |             | Romànic XIII                             | La Jonquera A 4 km al nord-est del poble                                   | 42° 25′ 38″ N, 2° 53′ 41″ E / 42.427254°N,2.894760°E | IPA-19756     | Ermita de Santa Llúcia (la Jonquera) · Vegeu més fotos d'aquest monument · Carregueu una nova foto d'aquest monument                           |
| Ermita de Sant Martí del Forn de Vidre                        |             | Preromànic X                             | La Jonquera A 3 km al nord del poble                                       | 42° 26′ 40″ N, 2° 51′ 57″ E / 42.444344°N,2.865841°E | IPA-19757     | Ermita de Sant Martí del Forn de Vidre (la Jonquera) · Vegeu més fotos d'aquest monument · Carregueu una nova foto d'aquest monument           |
| Santuari de la Mare de Déu de Requesens                       |             | Obra popular XVIII                       | La Jonquera Veïnat de Requesens                                            | 42° 27′ 02″ N, 2° 56′ 18″ E / 42.450579°N,2.938197°E | IPA-19758     | Santuari de la Mare de Déu de Requesens (la Jonquera) · Modifica el valor a Wikidata · Carregueu una nova foto d'aquest monument               |
| Església de Sant Jaume de Canadal, Santa Cristina de Canadal  |             | Preromànic VIII, IX, XV, XVII            | La Jonquera A 1 km al sud-est de la Jonquera, Canadal                      | 42° 24′ 38″ N, 2° 52′ 59″ E / 42.410572°N,2.883072°E | IPA-19759     | Carregueu una nova foto d'aquest monument |
| Església de Sant Julià dels Torts                             |             | Romànic XII, XIII                        | La Jonquera A 6 km de la Jonquera, veïnat de Sant Julià dels Torts         | 42° 26′ 19″ N, 2° 50′ 22″ E / 42.438655°N,2.839403°E | IPA-19760     | Església de Sant Julià dels Torts (la Jonquera) · Vegeu més fotos d'aquest monument · Carregueu una nova foto d'aquest monument                |
| Santa Maria de Panissars                                      |             | Romànic XI                               | La Jonquera Coll de Panissars                                              | 42° 27′ 18″ N, 2° 51′ 15″ E / 42.455065°N,2.854240°E | IPA-19761     | Santa Maria de Panissars (la Jonquera) · Vegeu més fotos d'aquest monument · Carregueu una nova foto d'aquest monument                         |
| Església de Sant Pere del Pla de l'Arca                       |             | Romànic X                                | La Jonquera Coll del Pla de l'Arca                                         | 42° 26′ 59″ N, 2° 53′ 06″ E / 42.449642°N,2.885092°E | IPA-19762     | Església de Sant Pere del Pla de l'Arca (la Jonquera) · Vegeu més fotos d'aquest monument · Carregueu una nova foto d'aquest monument          |
| Antiga Casa Bosch                                             |             | Historicisme XIX, XX                     | La Jonquera C. Major, 34                                                   | 42° 25′ 01″ N, 2° 52′ 24″ E / 42.417002°N,2.873416°E | IPA-19763     | Antiga Casa Bosch (la Jonquera) · Vegeu més fotos d'aquest monument · Carregueu una nova foto d'aquest monument                                |
| Can Dauner                                                    |             | Obra popular, modernisme XVIII, XX Inici | La Jonquera C. Major, 32                                                   | 42° 25′ 03″ N, 2° 52′ 24″ E / 42.417380°N,2.873367°E | IPA-19764     | Can Dauner del carrer Major (la Jonquera) · Vegeu més fotos d'aquest monument · Carregueu una nova foto d'aquest monument                      |
| Torricó de Guàrdia                                            |             | Obra popular XIX                         | La Jonquera Camí de Requesens                                              | 42° 25′ 10″ N, 2° 52′ 36″ E / 42.419383°N,2.876663°E | IPA-19765     | Carregueu una nova foto d'aquest monument |
| Mas Brugat                                                    |             | Modernisme XX                            | La Jonquera                                                                | 42° 26′ 22″ N, 2° 52′ 42″ E / 42.439432°N,2.878271°E | IPA-19766     | Carregueu una nova foto d'aquest monument |
| Església parroquial de Santa Maria                            |             | Gòtic, barroc XV, XVIII                  | La Jonquera C. Major                                                       | 42° 25′ 02″ N, 2° 52′ 25″ E / 42.417357°N,2.873525°E | IPA-19769     | Església parroquial de Santa Maria (la Jonquera) · Vegeu més fotos d'aquest monument · Carregueu una nova foto d'aquest monument               |
| Ajuntament de la Jonquera                                     |             | Obra popular XVIII, XX                   | La Jonquera Pl. Ajuntament                                                 | 42° 25′ 00″ N, 2° 52′ 23″ E / 42.416794°N,2.873021°E | IPA-19774     | Ajuntament de la Jonquera · Vegeu més fotos d'aquest monument · Carregueu una nova foto d'aquest monument                                      |
| Ca l'Hosta                                                    |             | Obra popular XVIII                       | La Jonquera Pl. Ajuntament                                                 | 42° 25′ 01″ N, 2° 52′ 23″ E / 42.416893°N,2.873191°E | IPA-19775     | Ca l'Hosta (la Jonquera) · Vegeu més fotos d'aquest monument · Carregueu una nova foto d'aquest monument                                       |
| Can Siscu                                                     |             | Historicisme XIX                         | La Jonquera Pl. Ajuntament, 1                                              | 42° 25′ 00″ N, 2° 52′ 24″ E / 42.416650°N,2.873216°E | IPA-19776     | Can Siscu (la Jonquera) · Vegeu més fotos d'aquest monument · Carregueu una nova foto d'aquest monument                                        |
| Can Lloveres                                                  |             | Noucentisme, obra popular XX Inici       | La Jonquera C. Carles Bosc de la Trinxeria, el Pertús                      | 42° 24′ 56″ N, 2° 52′ 25″ E / 42.415475°N,2.873687°E | IPA-19777     | Carregueu una nova foto d'aquest monument |
| Carrer Major                                                  |             | Obra popular XIX, XX                     | La Jonquera C. Major                                                       | 42° 24′ 58″ N, 2° 52′ 25″ E / 42.416016°N,2.873649°E | IPA-19781     | Carrer Major (la Jonquera) · Vegeu més fotos d'aquest monument · Carregueu una nova foto d'aquest monument                                     |
| Carrer Vell                                                   |             | Obra popular XVIII                       | La Jonquera C. Vell                                                        | 42° 25′ 00″ N, 2° 52′ 26″ E / 42.416547°N,2.873800°E | IPA-19782     | Carrer Vell (la Jonquera) · Vegeu més fotos d'aquest monument · Carregueu una nova foto d'aquest monument                                      |
| Can Laporta                                                   |             | Obra popular XVIII                       | La Jonquera C. Major, 2 - c. Vell                                          | 42° 24′ 57″ N, 2° 52′ 26″ E / 42.415715°N,2.873872°E | IPA-19783     | Can Laporta (la Jonquera) · Vegeu més fotos d'aquest monument · Carregueu una nova foto d'aquest monument                                      |
| Ca l'Armet                                                    |             | Obra popular XVII                        | La Jonquera C. Major, 69                                                   | 42° 25′ 02″ N, 2° 52′ 23″ E / 42.417281°N,2.873185°E | IPA-19784     | Ca l'Armet (la Jonquera) · Vegeu més fotos d'aquest monument · Carregueu una nova foto d'aquest monument                                       |
| Rectoria                                                      |             | Obra popular XVIII                       | La Jonquera C. Major, 71                                                   | 42° 25′ 02″ N, 2° 52′ 23″ E / 42.417321°N,2.873142°E | IPA-19785     | Rectoria (la Jonquera) · Vegeu més fotos d'aquest monument · Carregueu una nova foto d'aquest monument                                         |
| Cal Robles                                                    |             | Eclecticisme XIX                         | La Jonquera C. Major, 78                                                   | 42° 25′ 07″ N, 2° 52′ 24″ E / 42.418483°N,2.873243°E | IPA-19786     | Cal Robles (la Jonquera) · Vegeu més fotos d'aquest monument · Carregueu una nova foto d'aquest monument                                       |
| Pont al carrer Major                                          |             | Obra popular XIX                         | La Jonquera Travesser al carrer Major                                      | 42° 25′ 06″ N, 2° 52′ 21″ E / 42.418235°N,2.872605°E | IPA-19787     | Pont al carrer Major (la Jonquera) · Vegeu més fotos d'aquest monument · Carregueu una nova foto d'aquest monument                             |
| Casa de Posta Reial                                           |             | Obra popular XVIII                       | La Jonquera C. Vell, 10                                                    | 42° 25′ 00″ N, 2° 52′ 27″ E / 42.416624°N,2.874031°E | IPA-38752     | Casa de Posta Reial (la Jonquera) · Vegeu més fotos d'aquest monument · Carregueu una nova foto d'aquest monument                              |
| Torre adossada                                                |             | Obra popular XVII                        | La Jonquera C. del Vidre                                                   | 42° 25′ 05″ N, 2° 52′ 27″ E / 42.418089°N,2.874211°E | IPA-38753     | Carregueu una nova foto d'aquest monument |
| Can Calabuig                                                  |             | Darreres tendències XX                   | La Jonquera Pl. Arias Comellas, 2                                          | 42° 25′ 06″ N, 2° 52′ 22″ E / 42.418379°N,2.872751°E | IPA-38873     | Can Calabuig (la Jonquera) · Vegeu més fotos d'aquest monument · Carregueu una nova foto d'aquest monument                                     |
| Can Geli                                                      |             | Obra popular XVIII Inici                 | La Jonquera Al bell mig del nucli urbà                                     | 42° 24′ 58″ N, 2° 52′ 26″ E / 42.416210°N,2.873867°E | IPA-38874     | Can Geli (la Jonquera) · Vegeu més fotos d'aquest monument · Carregueu una nova foto d'aquest monument                                         |
| Ca la Pepita                                                  |             | Obra popular XVIII                       | La Jonquera C. del Vidre, 4                                                | 42° 25′ 04″ N, 2° 52′ 31″ E / 42.417665°N,2.875177°E | IPA-38875     | Carregueu una nova foto d'aquest monument |
| Can Pozuelo                                                   |             | Obra popular XVIII                       | La Jonquera C. Rocabertí, 2-4                                              | 42° 25′ 03″ N, 2° 52′ 28″ E / 42.417552°N,2.874521°E | IPA-38876     | Can Pozuelo (la Jonquera) · Vegeu més fotos d'aquest monument · Carregueu una nova foto d'aquest monument                                      |
| Santuari de la Mare de Déu de Fàtima dels Límits              |             | Obra popular XX Mitjan                   | La Jonquera C. del Doctor Subirós, barri dels Límits                       | 42° 27′ 41″ N, 2° 51′ 53″ E / 42.461396°N,2.864637°E | IPA-38878     | Santuari de la Mare de Déu de Fàtima dels Límits (la Jonquera) · Vegeu més fotos d'aquest monument · Carregueu una nova foto d'aquest monument |
| Mas de Sant Martí del Forn de Vidre                           |             | Obra popular Medieval                    | La Jonquera A 3 km al nord del poble, el Pertús                            | 42° 26′ 39″ N, 2° 51′ 57″ E / 42.444299°N,2.865695°E | IPA-38879     | Mas de Sant Martí del Forn de Vidre (la Jonquera) · Vegeu més fotos d'aquest monument · Carregueu una nova foto d'aquest monument              |
| Societat de Socors Mutus                                      |             | Obra popular XIX                         | La Jonquera C. Major, 101                                                  | 42° 25′ 07″ N, 2° 52′ 22″ E / 42.418730°N,2.872714°E | IPA-38880     | Societat de Socors Mutus (la Jonquera) · Vegeu més fotos d'aquest monument · Carregueu una nova foto d'aquest monument                         |
| Can Dauner                                                    |             | Obra popular XVIII, XX                   | La Jonquera C. Cantallops                                                  | 42° 25′ 01″ N, 2° 52′ 24″ E / 42.41688°N,2.87347°E   | IPA-38881     | Carregueu una nova foto d'aquest monument |
| El Llatzeret                                                  |             | Obra popular XIX Inici                   | La Jonquera A 100 m de la ctra. N-II                                       | 42° 25′ 10″ N, 2° 52′ 29″ E / 42.419502°N,2.874845°E | IPA-38882     | Carregueu una nova foto d'aquest monument |
| Torre adossada I                                              |             | Obra popular XVII                        | La Jonquera C. de la Torre, 20                                             | 42° 25′ 03″ N, 2° 52′ 27″ E / 42.417511°N,2.874211°E | IPA-38883     | Torre adossada I (la Jonquera) · Vegeu més fotos d'aquest monument · Carregueu una nova foto d'aquest monument                                 |
| Mas de l'Església Vella                                       |             | Romànic Medieval, XI                     | La Jonquera Veïnat de Requesens                                            | 42° 26′ 37″ N, 2° 56′ 42″ E / 42.443522°N,2.944916°E | IPA-39361     | Carregueu una nova foto d'aquest monument |
| Pont de Requesens                                             |             | Obra popular XVIII                       | La Jonquera Veïnat de Requesens                                            | 42° 26′ 52″ N, 2° 56′ 26″ E / 42.447690°N,2.940614°E | IPA-39362     | Carregueu una nova foto d'aquest monument |
| Teuleria de Requesens                                         |             | Obra popular XVIII                       | La Jonquera Veïnat de Requesens                                            | 42° 27′ 07″ N, 2° 56′ 34″ E / 42.451892°N,2.942701°E | IPA-39363     | Carregueu una nova foto d'aquest monument |
| Veïnat de Requesens                                           |             | Obra popular XVII                        | La Jonquera Requesens                                                      | 42° 27′ 01″ N, 2° 56′ 19″ E / 42.450228°N,2.938617°E | IPA-39364     | Veïnat de Requesens (la Jonquera) · Vegeu més fotos d'aquest monument · Carregueu una nova foto d'aquest monument                              |
| Mas Llonch, Mas Llong                                         |             | Obra popular XVIII                       | La Jonquera A 3,5 km al nord-oest del poble                                | 42° 25′ 49″ N, 2° 50′ 13″ E / 42.430208°N,2.836925°E | IPA-39365     | Carregueu una nova foto d'aquest monument |
| Mas Pous                                                      |             | Obra popular XVIII                       | La Jonquera A 3,4 km al nord-oest del poble                                | 42° 26′ 24″ N, 2° 50′ 32″ E / 42.439924°N,2.842280°E | IPA-39366     | Carregueu una nova foto d'aquest monument |
| Casa al carrer Vell, 18                                       |             | Obra popular XVIII                       | La Jonquera C. Vell, 18                                                    | 42° 25′ 00″ N, 2° 52′ 26″ E / 42.416718°N,2.873763°E | IPA-39367     | Casa al carrer Vell, 18 (la Jonquera) · Vegeu més fotos d'aquest monument · Carregueu una nova foto d'aquest monument                          |
| Creu commemorativa                                            |             | Obra popular XX                          | La Jonquera Al costat de la ctra. N-II                                     | 42° 26′ 55″ N, 2° 51′ 56″ E / 42.448676°N,2.865606°E | IPA-39369     | Carregueu una nova foto d'aquest monument |
| Can Ribes                                                     |             | Obra popular XVIII Mitjan                | La Jonquera C. Major, 59                                                   | 42° 24′ 59″ N, 2° 52′ 24″ E / 42.416470°N,2.873350°E | IPA-39412     | Can Ribes (la Jonquera) · Vegeu més fotos d'aquest monument · Carregueu una nova foto d'aquest monument                                        |
| Conjunt de búnquers i trinxeres de la línia P: N-1 trinxera   | BCIL 2020   | XX                                       | La Jonquera                                                                |                                                      | IPA-50806     | Carregueu una nova foto d'aquest monument |
| Conjunt de búnquers i trinxeres de la línia P: N-2 trinxera   | BCIL 2020   | XX                                       | La Jonquera                                                                |                                                      | IPA-50807     | Carregueu una nova foto d'aquest monument |
| Conjunt de búnquers i trinxeres de la línia P: M1 búnquer     | BCIL 2020   | XX                                       | La Jonquera                                                                |                                                      | IPA-50808     | Carregueu una nova foto d'aquest monument |
| Conjunt de búnquers i trinxeres de la línia P: M8 búnquer     | BCIL 2020   | XX                                       | La Jonquera                                                                |                                                      | IPA-50809     | Carregueu una nova foto d'aquest monument |
| Conjunt de búnquers i trinxeres de la línia P: M10-11 búnquer | BCIL 2020   | XX                                       | La Jonquera                                                                |                                                      | IPA-50810     | Carregueu una nova foto d'aquest monument |
| Conjunt de búnquers i trinxeres de la línia P: M12-13 búnquer | BCIL 2020   | XX                                       | La Jonquera                                                                |                                                      | IPA-50811     | Carregueu una nova foto d'aquest monument |
| Conjunt de búnquers i trinxeres de la línia P: M19 búnquer    | BCIL 2020   | XX                                       | La Jonquera Av. Pau Casals, 9                                              | 42° 25′ 26″ N, 2° 52′ 16″ E / 42.42380°N,2.87098°E   | IPA-50812     | Carregueu una nova foto d'aquest monument |
| Conjunt de búnquers i trinxeres de la línia P: M20 búnquer    | BCIL 2020   | XX                                       | La Jonquera                                                                |                                                      | IPA-50813     | Carregueu una nova foto d'aquest monument |
| Conjunt de búnquers i trinxeres de la línia P: M21 búnquer    | BCIL 2020   | XX                                       | La Jonquera                                                                |                                                      | IPA-50814     | Carregueu una nova foto d'aquest monument |
| Conjunt de búnquers i trinxeres de la línia P: M22 búnquer    | BCIL 2020   | XX                                       | La Jonquera                                                                |                                                      | IPA-50815     | Carregueu una nova foto d'aquest monument |
| Conjunt de búnquers i trinxeres de la línia P: CC12 búnquer   | BCIL 2020   | XX                                       | La Jonquera                                                                |                                                      | IPA-50817     | Carregueu una nova foto d'aquest monument |
| Conjunt de búnquers i trinxeres de la línia P: M10 búnquer    | BCIL 2020   | XX                                       | La Jonquera                                                                |                                                      | IPA-50819     | Carregueu una nova foto d'aquest monument |
| Conjunt de búnquers i trinxeres de la línia P: M11 búnquer    | BCIL 2020   | XX                                       | La Jonquera                                                                |                                                      | IPA-50822     | Carregueu una nova foto d'aquest monument |
| Conjunt de búnquers i trinxeres de la línia P: M12 búnquer    | BCIL 2020   | XX                                       | La Jonquera                                                                |                                                      | IPA-50823     | Carregueu una nova foto d'aquest monument |

1. ↑  Situat sobre la frontera, també està registrat com a Monument historique del Pertús (Vallespir) amb el codi PA66000022 i el nom "zona arqueològic de Panissars"